# Ablativ
 Denne artikel bør gennemlæses af en person med fagkendskab for at sikre den faglige korrekthed.

Ablativ er en kasus, der angiver fjernelse væk fra et sted. På klassisk latin har ablativ overtaget funktionen af to andre kasus, instrumentalis (midlets kasus) og lokativ (stedets kasus), således at man på latin skelner mellem separativ ablativ, instrumentel ablativ og lokativ(isk) ablativ.
Det modsatte af ablativ (fjernelse) er allativ (bevægelse hen mod), i visse sprog illativ. 
Latinsk ablativ er en kasus, der gives de ord, subjektet gør brug af (instrumentalis), fx: "Han råber ved hjælp af sin mund", her er "mund" ablativ, og "sin", da det lægger sig til "mund", er også ablativ, på latin vil det blive: "Clamat ore suo", clamat er verbet (præsens 3. person, singularis, indikativ ) med subjektet impliciti, ore er ablativformen af det latinske ord for mund: "os", suo er ablativ, singularis for det "sin", som lægger sig til neutrumsord.
Følgende latinske præpositioner styrer ablativ: Cum = med, ab = af, fra, e(x) = ud af, in = i, på, de = om (som i omhandlende).
Latinske præpositioner i ablativ er alle stilstandspræpositioner, mens præpositionerne i akkusativ oftest er bevægelsespræpositioner, men de kan også være stilstandspræpositioner.
På latin bliver ablativ også brugt i en sætningskonstruktion kaldet: "dobbelt ablativ (absolut ablativ)", det består af to ord, og det bruges til at forkorte en sætning. I reglen står det i stedet for en tidsbesætning.
Det ene ord er enten et substantiv, et proprium eller et pronomen, det andet ord er enten en lang tillægsform, en kort tillægsform, et substantiv eller en adjektiv.
Et eksempel er: "Caesare interfecto", hvor "Caesare" er ablativformen af ordet "Caesar (Cæsar)", og interfecto er ablativformen af kort tillægsform-ordet "interfectum (dræbt)" afledt af verbet 'interficere' (at dræbe), og betyder: "Efter at Cæsar var blevet dræbt", altså to ord mod seks på dansk.
Det bør bemærkes, at ablativ ikke kun er en latinsk kasus. Ablativ findes blandt andet også i finsk og russisk.